# Navosomopsis feisthamelii
Navosomopsis feisthamelii är en skalbaggsart som först beskrevs av Jean Baptiste Lucien Buquet 1860.  Navosomopsis feisthamelii ingår i släktet Navosomopsis och familjen långhorningar.
Artens utbredningsområde är:
- Angola.
- Benin.
- Gabon.
- Ghana.
- Nigeria.
- Togo.

Inga underarter finns listade i Catalogue of Life.